# Habitatge a l'avinguda Paluzie, 3 (Olot)
L'Habitatge a l'avinguda Paluzie, 3 és una obra d'Olot (Garrotxa) inclosa a l'Inventari del Patrimoni Arquitectònic de Catalunya.

## Descripció
És un edifici de planta baixa i un pis. La planta baixa té dues finestres i la porta d'entrada, a la dreta. Al primer pis hi ha una tribuna amb quatre obertures aguantada per quatre elements decorats clàssicament. Al costat de la tribuna hi ha una obertura ovalada sobre la qual hi ha una petita torreta amb una obertura. Acaba amb una petita cornisa.